# 海綿動物
海綿動物（かいめんどうぶつ、英: sponge）とは、海綿動物門（羅: Porifera）に属する動物の総称である。海綿、カイメンなどとも表記される。
熱帯の海を中心に世界中のあらゆる海に生息する。淡水に生息する種も存在する。壺状、扇状、杯状など様々な形態をもつ種が存在し、同種であっても生息環境によって形状が異なる場合もある。大きさは数mmから1mを越すもの（南極海に生息する樽状の海綿 Scolymastra joubini）まで多様である。多細胞生物であるが、細胞間の結合はゆるく、はっきりとした器官等の分化は見られない。細かい網目状の海綿質繊維からなる骨格はスポンジとして化粧用や沐浴用に用いられる。

## 生物学的特徴
海綿は固着性の動物である。基本的には放射相称の形を取るが、実際には環境によっても大いに変化する。表面に小孔と呼ばれる数多くの孔をもち、ここから水と食物をとりこんでいる。また、大孔とよばれる開口部が上部にあり、ここから水を吐き出している。胃腔と呼ばれる内側の空洞部には鞭毛をそなえた襟細胞が多数あり、この鞭毛によって小孔から大孔への水の循環を引き起こしている。このような体内に水を循環させる構造をまとめて水溝系(canal system)という。
大部分は海産で、潮間帯から深海まで様々なものがある。淡水産の種も少ないながら存在する。岩盤や海藻、あるいは貝殻の上など、硬い基盤の上に張り付いて成長するものが多いが、深海の泥底には根状の構造で突き刺さるようにして定着するものがある。
カイメンは濾過摂食者であり、体内を通り抜ける水の中から有機物微粒子や微生物を捕らえて栄養とする。それらは襟細胞や内部の食細胞によって確保される。ただし、深海などには肉食性カイメンと呼ばれるものがあり、それらはより大きな小型甲殻類などを捕らえて消化する。
海綿の体内には大量の微生物が共生しており、種によっては全体積の 40％ を微生物が占める。その多くが海綿体内からのみ発見される種である。現在、細菌と古細菌双方に、Poribacteria（カイメン Porifera に因む）やタウム古細菌（Cenarchaeum symbiosumなど）といった新しい門 が提唱されている。

### 生殖
生殖は無性生殖と有性生殖の双方を行う。無性生殖として体表から芽が成長して繁殖するほか、芽球と呼ばれる芽を体外に放出して繁殖する種もある。有性生殖も多様であり、雌雄同体と雌雄異体の双方の種がある。多くの種では受精後、幼生になるまでは親の体内で育つ胎生であるが、卵生の種も存在する。

### 発生
発生の過程において、外胚葉や内胚葉といった胚葉の形成は起こらない。また、多細胞でありながら明瞭な器官の分化が見られない。このため、海綿動物門および平板動物門（同様に組織の分化が見られない）は側生動物 Parazoa として、器官系が分化したその他の動物である真正後生動物 Eumetazoa とは区別されている。襟細胞が襟に囲まれた鞭毛をもつことから、単細胞生物の襟鞭毛虫（えりべんもうちゅう）と海綿動物との類似性が古くから指摘されてきた。このことから、以前は海綿動物は襟鞭毛虫の群体から派生したもので、多細胞動物とは系統が異なるものではないかとも言われたこともある。しかし、海綿動物にはホメオボックス遺伝子、TGB-β遺伝子など、多細胞生物としての分化、発生に関わる遺伝子群が既に存在していることが明らかになってきており、他の多細胞動物との差はそう大きなものではないとの証拠も挙がっている。

### 後生動物との系統関係
先述のように、従来はこの群が他の後生動物とは別の系統に属するとの説があった。しかし分子系統学等の情報から、多細胞動物は襟鞭毛虫の群体が起源であると考えられるようになり、海綿動物は最も原始的な多細胞動物であるという説があらためて提示されている。したがって、動物は総て祖先を共有する単系統群であると考えられている。
しかし、最古の多細胞動物の化石であるエディアカラ生物群からは刺胞動物によく似た生物が見つかっていることから、 刺胞動物の幼生に類似した単細胞生物の繊毛虫のようなものが多細胞動物の起源であるという考えも残っている（繊毛虫類起源説、ciliate theory）。
いずれにせよ、多細胞動物としては破格に組織器官が単純であり、その進化のごく初期に分化した原始的なものであるとの定見がある。しかし、海の底生生物としては非常に成功している動物群でもある。

## 分類
石灰海綿綱 Calcarea
骨格の主成分は炭酸カルシウムで、総て海産の海綿動物である。
- カルキネア亜綱 Calcinea
  - ロイケッタ目 Leucettida
  - クラトリナ目 Clathorinida - クラトリナカイメン

- カルカロネア亜綱 Calcaronea
  - アミカイメン目 Leucosolenida - カゴアミカイメン
  - ツボカイメン目 Syncettida - ケツボカイメン

- ファレトロニダ亜綱 Pharetronida
  - ペトロビオナ目 Inozoa
  - ソラシア目 Sophinctizoa

普通海綿綱 Demospongiae
現生する海綿の95%がこの綱に属している。骨格はかなり柔軟性のある海綿質繊維の「スポンジン」で構成されている。スポンジンの主成分は、他の総ての動物がもつ細胞外マトリックスであるコラーゲンの祖先物質である。
- 同骨海綿亜綱 Homosclromorpha
  - 同骨海綿目 Homoscleromorhida - ノリカイメン

- 四放海綿亜綱 Tetrectinomorpha
  - 有星海綿目 Choristida - アツカワカイメン
  - 螺旋海綿目 Spirophorida - グミカイメン、トウナスカイメン
  - イシカイメン目 Lithistida - Theonella cylindrica
  - 硬海綿目 Hadromerida - パンカイメン・ユズダマカイメン
  - 中軸海綿目 Axinelida - ツノマタカイメン

- 角質海綿亜綱 Ceractinomorpha
  - 網角海綿目 Dictyoceratida - モクヨクカイメン
  - 樹状角質海綿目 Dendroceratida
  - 単骨海綿目 Haplosclerida - ムラサキカイメン、ザラカイメン、ワタトリカイメン
  - イワカイメン目 Petrosida - Petrosia ficiformis
  - 多骨海綿目 Poecilosclerida
  - 磯海綿目 Halichondrida - ダイダイイソカイメン、クロイソカイメン

六放海綿綱 Hexactinellida
ガラス海綿ともよばれ、六放射星状のケイ酸質の骨片を主とする骨格を持つ。深海の砂地などに生息している。
- 両盤亜綱 Amphidiscophora
  - 両盤目 Amphidiscosa

- 六放星亜綱 Hexasteriphora
  - 六放目 Dictynia
  - カイロウドウケツ目 Lyssacina - カイロウドウケツ
  - アウロキスチス目 Lycniscosa

硬骨海綿綱 Sclerospongiae
炭酸カルシウムの骨格の周囲をケイ酸質の骨片と海綿組織が取巻いている。多くが化石種である。
- アストロスクレラ目 Astrosclerida
- ケラトポレラ目 Ceratoporellida
- 床板海綿目 Tabulospongida

## 人間との関わり

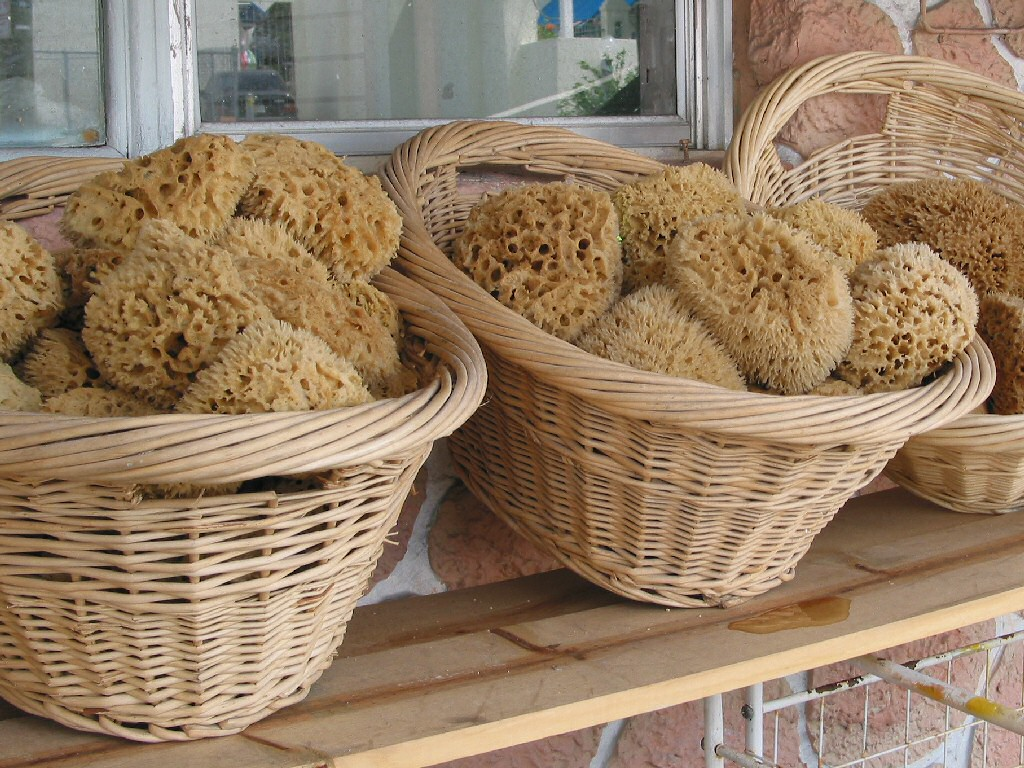
スポンジ

普通海綿綱に属する6種の海綿は海綿質繊維だけからなり硬い骨片を持たないため、スポンジとして化粧用や沐浴用に用いられる。地中海産、紅海産の海綿が柔らかく、品質が高いとされる。海底で捕獲した海綿の組織を腐敗させ洗い流して残った骨格が、スポンジとして店頭で見られる海綿となる。日本では、ガラス海綿の一種であるカイロウドウケツなどがその姿の面白さから飾りなどに使われた。
海綿は水中に浮遊する食物を濾過摂食するため、水質汚濁の原因となる水中の微生物や有機物を除去する役割を果たしている。
カイメンからは複雑な構造を持つ有機化合物が多数発見されており、医薬品の候補として期待されている。抗 HIV 薬として用いられているジドブジンはカイメン由来の天然物と類似した構造を持っており、他にもハリコンドリンBや環状グアニジン類などが抗がん剤や抗 HIV 薬、抗マラリア薬として作用することが確認されている。
挿入式の生理用品（タンポン）として使用されることがある。乾燥したカイメンを膣に挿入して経血を吸わせる。取り出して洗って乾燥させれば再利用できる。江戸時代から使われていたことがわかっている。